# Johannes van Stiphout
Johannes van Stiphout (... – 16 dicembre 1777) è stato un vescovo vetero-cattolico olandese della Chiesa vetero-cattolica, con sede di esercizio del ministero episcopale ad Haarlem.
Egli fu il primo parroco di Amsterdam ed ha ricevuto in data 11 luglio 1745 l'ordinazione episcopale da monsignor Petrus Johannes Meindaerts. Insieme con il vescovo di Deventer, Bartholomeus Johannes Bijeveld, ha garantito la continuazione della successione apostolica della Chiesa vecchio cattolica dei Paesi Bassi. Dopo la morte di Meindaerts i due vescovi consacrarono il 7 febbraio 1768 il neoeletto arcivescovo di Utrecht Gualtherus Michael van Nieuwenhuizen.

## Genealogia episcopale
La genealogia episcopale è:
- Cardinale Scipione Rebiba
- Cardinale Giulio Antonio Santori
- Cardinale Girolamo Bernerio, O.P.
- Arcivescovo Galeazzo Sanvitale
- Cardinale Ludovico Ludovisi
- Cardinale Luigi Caetani
- Vescovo Giovanni Battista Scanaroli
- Cardinale Antonio Barberini iuniore
- Arcivescovo Charles-Maurice le Tellier
- Vescovo Jacques Bénigne Bossuet
- Vescovo Jacques de Goyon de Matignon
- Vescovo Dominique Marie Varlet
- Arcivescovo Petrus Johannes Meindaerts
- Vescovo Johannes van Stiphout

| Controllo di autorità | VIAF (EN) 283137228 · ISNI (EN) 0000 0003 8964 9799 · LCCN (EN) no2015057450 |